# Pizzo la Scheggia
Der Pizzo la Scheggia ist ein 2466 m s.l.m. hoher Berggipfel in der Provinz Verbano-Cusio-Ossola der italienischen Region Piemont. Er ist die höchste Erhebung des Valle Vigezzo.
Er gehört zur Onsernonegruppe der Tessiner Alpen innerhalb der Lepontinischen Alpen. Der Gipfel liegt auf einem Grat, der vom Al Pízz da Madèi auf der Grenze zur Schweiz ausgeht, zwischen dem Pizzo Locciabella (2338 m s.l.m.) im Südwesten und der Cima dei Campelli (2446 m s.l.m.) im Nordosten. Eine Scharte mit zwei kleinen Felsenfenstern trennt den Gipfel von der wenig tieferen Cima dei Campelli. Er liegt zwischen dem Valle dell' Isorno in der Gemeinde Montecrestese im Westen und dem Valle Vigezzo in der Gemeinde Santa Maria Maggiore im Osten.

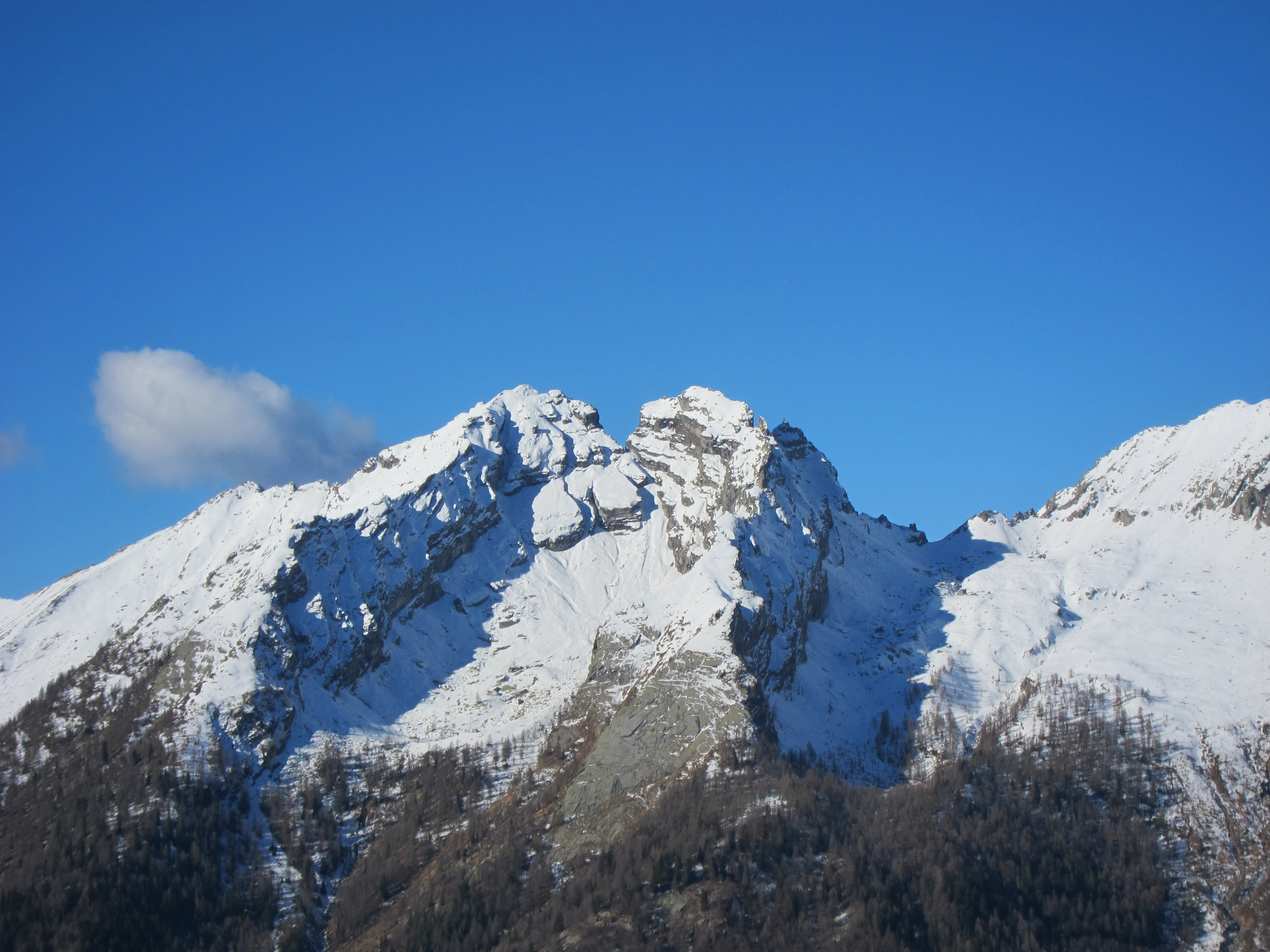
Schneebedeckter Pizzo la Scheggia

Ein Wanderweg führt vom Rifugio Regi (1888 m s.l.m.) des Club Alpino Italiano an der Quelle des Melezzo Orientale über die Alpe Forno auf den Pizzo la Scheggia. Ein beliebter Ausgangspunkt ist die Alpsiedlung Cortino über die Fraktion Arvogno oberhalb des Dorfes Toceno.